# 麦小兜
麦小兜（1998年5月21日—），本名杨洛，中国大陆流行乐女歌手、网络主播。2017年，她发表第一首个人单曲《9420》，由此获得关注。2018年3月，她的歌曲《OK歌》在微视走红。7月20日，她参加“2018张北夏都音乐季·DJ抖音音乐季”演出。9月19日，携《OK歌》举办酷狗首唱会。9月22日，参加“就要你红，星耀黄骅新城”红人演唱会。2019年9月，参与“第五届粉花草地音乐节”演出。11月17日，发表国风单曲《情画》。12月，入驻QQ音乐开放平台。